# Bagh bandi

Spelbräde till bagh bandi. Pjäserna flyttas mellan linjernas skärningspunkter.

Bagh bandi, även kallat bagh guti, är ett indiskt brädspel, som har stora likheter med det klassiska rävspelet. Båda dessa spel hör till kategorin jaktspel, vilken kännetecknas av att de båda deltagarna inte spelar med samma slags spelpjäser: den ena handhar ett fåtal pjäser, eller bara en enda pjäs, medan den andra disponerar över ett relativt stort antal pjäser av ett annat slag.
Bagh bandi spelas på ett spelbräde som är identiskt med det som används i det anrika spelet alquerque. Den ena spelaren förfogar över två pjäser, kallade tigrar, och den andra spelaren har hand om 20 pjäser, kallade getter. Ett originellt drag i spelet är att pjäserna som representerar getterna till att börja med ligger placerade på spelbrädet i fyra travar med fem pjäser i varje.
Getterna flyttas ett steg längs linjerna till närmaste lediga skärningspunkt, men det är bara den get som ligger överst i en trave som får flyttas. Tigrarna flyttas på samma sätt, men kan dessutom hoppa över motståndarpjäser om det finns en ledig skärningspunkt på andra sidan. Den översta geten i en trave, eller en ensam get, som blir överhoppad är utslagen.
Tigrarna vinner om de lyckas slå ut alla getterna, medan getterna vinner om de kan stänga in tigrarna så att de inte går att flytta.